# 12k
12k is een onafhankelijk platenlabel wat gevestigd is in Brooklyn, New York. Het is opgericht door Taylor Deupree op 1 januari 1997. Het label richt zich op experimentele elektronische muziek, specifiek op minimale en hedendaagse digitale vormen; vanaf januari 2007 heeft 12k meer dan 40 cd's uitgebracht en werd daarmee een van de meest gerespecteerde labels ter wereld op het gebied van experimentele elektronische muziek. In nummer 218 van het muziekblad The Wire kreeg het platenlabel speciale aandacht en ook Stylus Magazine wijdde er een artikel over.

## Hulplabels
12k heeft nog drie hulplabels. Line werd in 2000 gelanceerd om muzikaal- en installatiewerk te documenteren uitgevoerd door internationale geluidsartiesten.
Hulplabel term. werd ook in 2000 opgericht speciall voor een netlabel, uitsluitend voor mp3-uitgaven die vrij te verkrijgen zijn.
Happy is in 2003 opgericht door Taylor Deupree zelf om, zoals hij het zelf zegt, "ongebruikelijke Japanse pop" uit te brengen. Taylor Deupree interesseert zich erg voor de Japanse popmuziek en het is een feit dat het buiten Japan vrijwel onbekend is. Vandaar Happy.